# Jaap van Dorp
Jaap van Dorp (Benthuizen, 25 februari 1990) is een Nederlandse curlingspeler.

## Carrière
Van Dorp vertegenwoordigde Nederland in vijf European Junior Curling Challenges (2007 tot en met 2011), waarbij hij in vier wedstrijden (alle wedstrijden behalve 2010) skip was van het Nederlandse team. De beste prestatie van het team in deze periode was een 5e plaats in 2010.
Van Dorp is sedert 2011 skip van het Nederlands curlingteam, bestaande uit Wouter Gösgens, Laurens Hoekman en Carlo Glasbergen.
Van Dorp speelt sinds 2012 in de World Curling Tour. Hij haalde zijn eerste finale op de Swiss Cup Basel in 2015.

## Palmares
Wereldkampioenschap
- WK curling mannen 2017 - 11e plek
- WK curling mannen 2018 - 10e plek
- WK curling mannen 2019 - 10e plek
- WK curling mannen 2021 - 12e plek
- WK curling mannen 2022 - 12e plek

Europees kampioenschap
- EK curling mannen 2017 - 7e plek
- EK curling mannen 2018 - 8e plek
- EK curling mannen 2019 - 8e plek
- EK curling mannen 2021 - 9e plek